# Ogród zoologiczny w Kristiansand
Ogród zoologiczny i park rozrywki w Kristiansand (norw. Dyreparken) – położony 11 kilometrów na wschód od miasta Kristiansand w Norwegii. W 2018 roku zoo wraz z parkiem wodnym odwiedziło łącznie 996 198 turystów. Według danych z 2006 roku, zoo było trzecim pod względem liczby odwiedzających miejscem w Norwegii, po Holmenkollen wraz z muzeum narciarstwa oraz zabytkowej dzielnicy Bryggen. Park zajmuje powierzchnię 61 hektarów (150 akrów).